# Sve same barabe
Sve same barabe vol.1 je prvi album hip-hop sastava 43zla. To je jedan od najpopularnijih albuma ovog muzičkog žanra na celom prostoru Balkana. članovi grupa su Ajs Nigrutin,Timbe,Moskri,Mikri Maus,Eufrat Kurajber i Bvana.

## Autori pesama
Timbe, Ajs Nigrutin, Moskri, Eufrat, Mikri Maus i Bvana.

## Saradnici
Beogradski sindikat, Blind Business, Kibu, Skaj Vikler i Who See

## Spisak pesama
- 1 Intro (1:49)
- 2 Svi u kuras. i U P.M. (3:02)
- 3 Daj rakije (3:38)
- 4 Septička jama, smrdljive sise i muve (3:41)
- 5 Ti Si se mrdala (skit) (0:43)
- 6 Sa crncima (3:01)
- 7 Medeni mesec (2:38)
- 8 Izvinite (4:40)
- 9 Niđe hedova masnija (3:46)
- 10 Zakuvo sam čaj (4:43)
- 11 Pljačka (2:54)
- 12 100 džointa (3:31)
- 13 Svi su tu (3:14)
- 14 Odrasto u hudu (1:38)
- 15 Ti si se mrdala (skit) (0:46)
- 16 Rokaj snimaj (2:55)
- 17 Jampi (2:13)
- 18 Na mikrofonu kenjam (2:55)
- 19 Nema veze bato (1:57)
- 20 Fantaziram koješta (2:24)
- 21 Pa ti sad vidi (3:41)
- 22 Talambasa mi kobasa (2:08)
- 23 Ja se zovem (2:59)
- 24 Outro (0:52)

## Spoljašnje veze
- Zvanična veb prezentacija MC Bdat Džutim www.timbe.co.cc